# 聖勞倫斯型

聖勞倫斯型與各型號船隻大小投影比較圖

聖勞倫斯型（英語：Seawaymax）是指一種北美規格的船隻，可以在通過美加的聖羅倫斯海道船閘的最大型船隻。

## 概述
聖勞倫斯型長度限制為740英尺（225.6），船寬（寬度）限制為78英尺（23.8），吃水限制為26.51英尺（8.08），高度限制為海平面上35.5（116英尺）。部分比此型號大的貨輪雖能在五大湖通航，但因受船閘大小限制，故不能經聖羅倫斯海道進出大西洋。船閘大小同時限制聖勞倫斯型噸位。最大噸位通過聖羅倫斯海道船隻記錄是一艘裝載28,502噸鐵礦貨輪，而最大噸位通過五大湖水道船隻記錄是一艘排水量72,351噸船隻。現時大部分新建在五大湖使用船隻按照此型號規格興建，以便於通過聖羅倫斯海道並在五大湖外航行。
在1975年沉沒的埃德蒙德·費茲傑羅號是第一艘按此型號規格興建貨輪。
現時此型號主要用於把鐵礦、石灰岩、煤及各種鹽從礦場運送至五大湖一帶工業區。在部分情況下，有使用此型號貨輪運載集装箱的可能。